# KiK
A KiK Textilien und Non-Food GmbH é uma cadeia alemã de lojas de roupa e produtos de decoração com desconto, com sede em Bönen. O nome da empresa é o acrónimo de «Kunde ist König», em português: O Cliente é Rei.

## História
A KiK foi fundada em 1994 por Stefan Heinig e pela sociedade gestora de participações sociais Tengelmann Group.
A empresa é a maior cadeia de lojas de desconto de têxteis na Alemanha e opera cerca de 3.500 lojas no país e também tem presença na Áustria (desde 1998), Eslovénia e Chéquia (desde 2007), Hungria e Eslováquia (desde 2008), Croácia (desde 2011), Polónia (desde março de 2012) e Países Baixos (2013). Em 2017, a KiK abriu as primeiras lojas em Itália e, em 2018, na Roménia. A KiK está representada em Portugal e Espanha desde 2022.

## Em Portugal
A primeira loja da marca alemã KiK em território português abriu no Retail Park dos Carvalhos, em Pedroso, perto de Vila Nova de Gaia. Desde a sua chegada a Portugal, a empresa expandiu-se para várias cidades do país, incluindo Faro, Lisboa, Maia, Viseu e Guimarães.